# Ippolito della Rovere
Ippolito della Rovere (6 febbraio 1554 – Roma, 27 luglio 1620) è stato un militare italiano.

## Biografia
Era figlio naturale del cardinale Giulio della Rovere, avuto da una tale Leonora di Ferrara.
A diciassette anni fu al servizio del cugino Francesco Maria II della Rovere contro i Turchi, combattendo nella famosa battaglia di Lepanto. 
Venne investito dal padre nel 1572 della signoria di San Lorenzo in Campo e Montalfoglio. Nel 1573 ricevette Castelleone di Suasa e Miralbello. Nel 1584 venne nominato marchese di San Lorenzo in Campo. 
Nel 1594 fu al servizio della Spagna nella guerra contro il Piemonte. 
Nel 1598 venne cacciato dalla corte urbinate, avendo tentato di togliere Pesaro al duca Francesco Maria II della Rovere. Solo nel 1609 avvenne il riappadificamento con i duchi di Urbino grazie alla mediazione di papa Paolo V.
Morì a Roma nel 1620, prima di avere diseredato il figlio Giulio.

## Discendenza
Ippolito sposò nel 1584 la contessa Isabella Vitelli (?- Pesaro, 14 luglio 1598), marchesa di Amatrice ed ebbero sei figli:
- Livia (1585-1641), sposò Francesco Maria II della Rovere divenendo duchessa di Urbino;
- Elisabetta;
- Livia (1597-?), monaca;
- Lucrezia (1652), sposò a Roma Marcantonio Lante, dando vita al ramo dei Lante Montefeltro della Rovere;
- Eleonora, monaca;
- Giulio (?-1636), sposò Caterina Cesi di Acquasparta.

Ebbe anche un figlio naturale, Francesco.

## Ascendenza
|                                |   |                         | Genitori                |  |  | Nonni |  |  | Bisnonni              |  |  | Trisnonni              |  |
|                                |   |                         |                         |  |  |       |  |  | Giovanni della Rovere |  |  | Raffaello della Rovere |  |
|                                |   |                         |                         |  |  |       |  |  | Giovanni della Rovere |  |  | Raffaello della Rovere |  |
|                                |   | Teodora Manirolo        |                         |  |  |       |  |  | Giovanni della Rovere |  |  |                        |  |
| Francesco Maria I della Rovere |   |                         |                         |  |  |       |  |  | Giovanni della Rovere |  |  |                        |  |
|                                |   | Giovanna da Montefeltro | Federico da Montefeltro |  |  |       |  |  |                       |  |  |                        |  |
|                                |   | Giovanna da Montefeltro | Federico da Montefeltro |  |  |       |  |  |                       |  |  |                        |  |
|                                |   | Giovanna da Montefeltro | Battista Sforza         |  |  |       |  |  |                       |  |  |                        |  |
| Cardinale Giulio della Rovere  |   | Giovanna da Montefeltro |                         |  |  |       |  |  |                       |  |  |                        |  |
|                                |   | Francesco II Gonzaga    | Federico I Gonzaga      |  |  |       |  |  |                       |  |  |                        |  |
|                                |   | Francesco II Gonzaga    | Federico I Gonzaga      |  |  |       |  |  |                       |  |  |                        |  |
|                                |   | Francesco II Gonzaga    | Margherita di Baviera   |  |  |       |  |  |                       |  |  |                        |  |
| Eleonora Gonzaga della Rovere  |   | Francesco II Gonzaga    |                         |  |  |       |  |  |                       |  |  |                        |  |
|                                |   | Isabella d'Este         | Ercole I d'Este         |  |  |       |  |  |                       |  |  |                        |  |
|                                |   | Isabella d'Este         | Ercole I d'Este         |  |  |       |  |  |                       |  |  |                        |  |
|                                |   | Isabella d'Este         | Eleonora d'Aragona      |  |  |       |  |  |                       |  |  |                        |  |
| Ippolito della Rovere          |   | Isabella d'Este         |                         |  |  |       |  |  |                       |  |  |                        |  |
|                                | … | …                       |                         |  |  |       |  |  |                       |  |  |                        |  |
|                                | … | …                       |                         |  |  |       |  |  |                       |  |  |                        |  |
|                                | … | …                       |                         |  |  |       |  |  |                       |  |  |                        |  |
| …                              | … |                         |                         |  |  |       |  |  |                       |  |  |                        |  |
|                                |   | …                       | …                       |  |  |       |  |  |                       |  |  |                        |  |
|                                |   | …                       | …                       |  |  |       |  |  |                       |  |  |                        |  |
|                                |   | …                       | …                       |  |  |       |  |  |                       |  |  |                        |  |
| Leonora N.                     |   | …                       |                         |  |  |       |  |  |                       |  |  |                        |  |
|                                |   | …                       | …                       |  |  |       |  |  |                       |  |  |                        |  |
|                                |   | …                       | …                       |  |  |       |  |  |                       |  |  |                        |  |
|                                |   | …                       | …                       |  |  |       |  |  |                       |  |  |                        |  |
| …                              |   | …                       |                         |  |  |       |  |  |                       |  |  |                        |  |
|                                |   | …                       | …                       |  |  |       |  |  |                       |  |  |                        |  |
|                                |   | …                       | …                       |  |  |       |  |  |                       |  |  |                        |  |
|                                |   | …                       | …                       |  |  |       |  |  |                       |  |  |                        |  |
|                                |   | …                       |                         |  |  |       |  |  |                       |  |  |                        |  |